# Collepasso
Collepasso est une commune italienne de la province de Lecce, dans la région des Pouilles.

## Administration
| Période                                  | Période  | Identité      | Étiquette       | Qualité |
| ---------------------------------------- | -------- | ------------- | --------------- | ------- |
| 16/05/2011                               | En cours | Paolo Menozzi | (liste civique) | Sindaco |
| Les données manquantes sont à compléter. |          |               |                 |         |

### Communes limitrophes
Casarano, Cutrofiano, Matino, Neviano, Parabita, Supersano.